# Dia de la Terra
|  | Aquest article tracta sobre la festivitat internacional del 22 d'abril. Si cerqueu la festivitat palestina del 30 de març, vegeu «Dia de la Terra (Palestina)». |

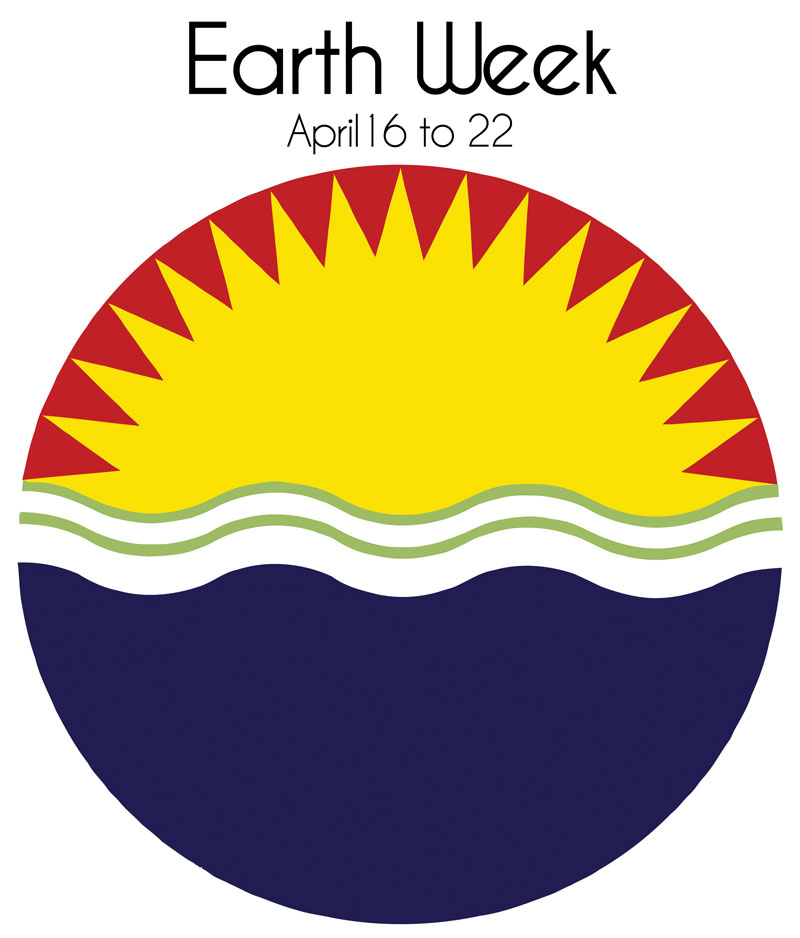
Logotip de la primera commemoració del Dia de la Terra l'any 1970.

El Dia de la Terra, oficialment denominat per l'Organització de les Nacions Unides com a Dia Internacional de la Mare Terra, és un dia festiu celebrat en molts països el dia 22 d'abril. Aquesta celebració va ser iniciada als EUA l'any 1970 i actualment està coordinada a nivell mundial per l'Earth Day Network (Xarxa del Dia de la Terra, en anglès) amb diferents actes a més de 192 països cada any. El 22 se celebra també el naixement del moviment ambientalista modern.
El Dia de la Terra s'ha convertit en un esdeveniment informatiu, educatiu i de sensibilització sobre el problemes del medi ambient. És un dia per prendre consciència de les problemàtiques ambientals, com ara la contaminació de l'aire, l'aigua i el sòl, la destrucció dels ecosistemes, els centenars de milers de plantes i animals en perill d'extinció i l'esgotament dels recursos no renovables. Algunes de les solucions que es proposen per aquestes problemàtiques són el reciclatge, la preservació de recursos naturals com el petroli, la prohibició d'utilitzar productes químics perillosos pel medi ambient, acabar amb la destrucció d'hàbitats fonamentals com els boscos humits o la protecció de les espècies en perill d'extinció. El Dia de la Terra pretén crear una mentalitat global que permeti actuar activament per afrontar els problemes ecològics, ja sigui personalment o col·lectivament, localment o regional / nacionalment; partint de la base que tothom té quelcom a aportar.
Les Nacions Unides celebren també un Dia de la Terra cada any en l'equinocci de març, una tradició que va ser iniciada per l'activista de la pau John McConnell. McConnell va proposar per primera vegada la idea d'una festa anomenada "Dia de la Terra" a la UNESCO en una Conferència sobre el Medi Ambient l'any 1969, el mateix any en què va dissenyar la "Bandera de la Terra". El Secretari General de l'ONU, U Thant va donar suport a la iniciativa de celebrar aquest esdeveniment, que s'inicià l'any 1971 fent sonar la Japanese Peace Bell (Campana japonesa de la pau) per marcar l'inici de l'equinocci de primavera en l'hemisferi nord i de tardor en l'hemisferi sud.
A Catalunya, l'any 2015 va fer 25 anys que es va crear el Comissió Catalana del Dia de la Terra quan la tasca del Dia de la Terra es va internacionalitzar.

## Història
El dia de la terra es va celebrar per primer cop el 22 d'abril de 1970. El seu promotor fou el senador nord-americà Gaylord Nelson, que volia conscienciar dels problemes del medi ambient per protegir la Terra. A la dècada del seixanta, Gaylord Nelson va qüestionar la idea que el desenvolupament econòmic havia de ser més rellevant que la protecció del medi ambient. Per despertar la consciència ciutadana va plantejar problemes d'escala global com la superpoblació, la contaminació, la conservació de la biodiversitat i altres impactes de l'activitat humana a la terra. Aquests temes i l'impacte sobre la salut humana es van debatre l'any 1968 en un simposi sobre ecologia humana, l'antecedent del Dia de la Terra, el qual es va iniciar el 1970 quan 20 milions de nord-americans van prendre els carrers, els parcs i els auditoris per manifestar-se per un ambient saludable i per la protecció del medi ambient. En aquesta convocatòria van participar-hi 2.000 universitats, 10.000 escoles i centenars de comunitats. La pressió social va fer que el govern dels Estats Units creés, a instància també del senador Gaylord Nelson l'Environmental Protection Agency (Agencia de Protecció del Medi Ambient) i lleis de protecció del medi ambient.

## Temes del Dia de la Terra
| Any  | Tema                                                                 |
| ---- | -------------------------------------------------------------------- |
| 2018 | «Posar fi a la pol·lució dels plàstics»                              |
| 2017 | «Alfabetització ambiental i climàtica»                               |
| 2016 | «Arbres per a la terra» Arxivat 2017-04-22 a Wayback Machine.        |
| 2015 | «És el moment d'assumir el lideratge»                                |
| 2014 | «Ciutats verdes»                                                     |
| 2013 | «El rostre del canvi climàtic» Arxivat 2014-02-09 a Wayback Machine. |
| 2012 | «Mobilitzar la Terra» Arxivat 2014-03-25 a Wayback Machine.          |
| 2011 | «Mil milions d'actes verds» Arxivat 2011-04-22 a Wayback Machine.    |
| 2010 | «Commemorant 40 anys» Arxivat 2014-03-22 a Wayback Machine.          |
| 2009 | «La Generació Verda» Arxivat 2014-04-15 a Wayback Machine.           |